# محمد الجسر
محمد بن حسين بن محمد الجسر الصيادي الرفاعي سياسي لبناني من وجهاء مدينة طرابلس اللبنانية. خاض الانتخابات الرئاسية بدعمٍ من معظم اللبنانيين على اختلاف أطيافهم وطوائفهم في عهد الانتداب الفرنسي للبنان كما ترأس مجلس النواب اللبناني من 18 تشرين الأول 1927 حتى 10 أيار 1932.

## حياته
ولد في منطقة الحدادين طرابلس عام 1881م. والده الشيخ حسين الجسر الذي كان عالماً مؤسساً للمدرسة الوطنية، ومحرراً في جريدة طرابلس.
تلقى الشيخ محمد تعليمه الأول في المنزل على يد والده ودرس الإسلام في سن مبكرة ثم دخل المدرسة الوطنية التي أسسها والده عام 1880 فدرس العربية وتعاليم الإسلام.

## ترشحه لرئاسة الجمهورية
مع اقتراب موعد الانتخابات الرئاسية ونهاية ولاية الرئيس شارل دباس في 26 أيار 1932 عملاً بأحكام المادة 49 من الدستور اللبناني والذي كان قد صدر عام 1926 وعدل عام 1927 لإلغاء مجلس الشيوخ اللبناني وعدل أيضاً لأجل رئاسة الجمهورية عام 1929 حيث تم التمديد للرئيس دباس مدة ثلاث سنوات، برز صراع شديد على منصب الرئاسة بين إميل إده وبشارة الخوري فترشح حينئذٍ الشيخ محمد الجسر لرئاسة الجمهورية فمال معظم النواب لانتخابه ورحب اللبنانيون بذلك لكن المفوض السامي الفرنسي آنذاك أوغست هنري بونصو (الذي كان يرفض وصول مسلم إلى سدة الرئاسة بعد أن قطع وعداً للبطريرك الماروني بأن يكون الرئيس المقبل بعد دباس مارونياً) قام بتاريخ 10 أيار 1932 بإصدار قرار يقضي بتعليق العمل بالدستور وحل المجلس النيابي وإقالة الحكومة وتعيين شارل دباس رئيساً مؤقتاً للدولة وللحكومة لمدة سنة واحدة قابلة للتجديد.

## وفاته
توفي بطرابلس سنة 1353 هـ / 1934م.

## وصلات خارجية
- الموقع الرسمي لمجلس النواب اللبناني